# Évriguet
Évriguet (bret. Evriged) – miejscowość i gmina we Francji, w regionie Bretania, w departamencie Morbihan.
Według danych na rok 1990 gminę zamieszkiwały 192 osoby, a gęstość zaludnienia wynosiła 39 osób/km² (wśród 1269 gmin Bretanii Évriguet plasuje się na 997. miejscu pod względem liczby ludności, natomiast pod względem powierzchni na miejscu 1024.).